# トルトラ島

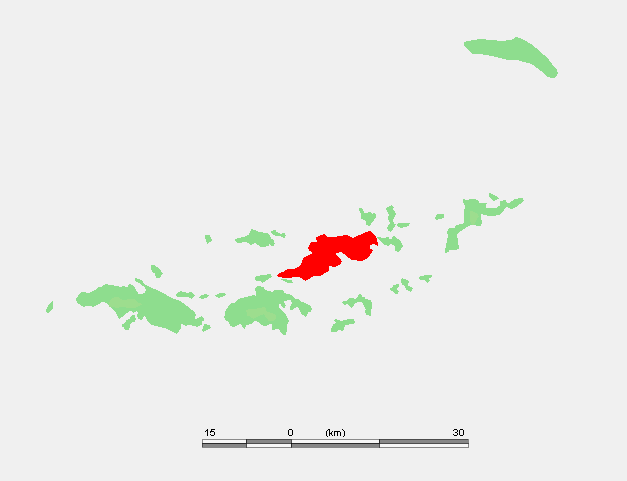
トルトラ島の位置

トルトラ島（Tortola）とはカリブ海のイギリス領ヴァージン諸島で中心の島である。
長さ19km、幅5kmで面積は56km2、人口は約23500 (2010年)。中心都市はロードタウンで、他にウェスト・エンドやケイン・ガーデン・ベイなどの町がある。
ヨットや船の停泊地として、多くの観光客が訪れるが、バカンスシーズン以外は観光客も少なく静かでのどかな島である。ヴァージン諸島最高峰のセージ山（520m）がある。島のすぐ隣のビーフ島にはテラス・B・レットサム国際空港があるため、橋でつながっている。

## 画像

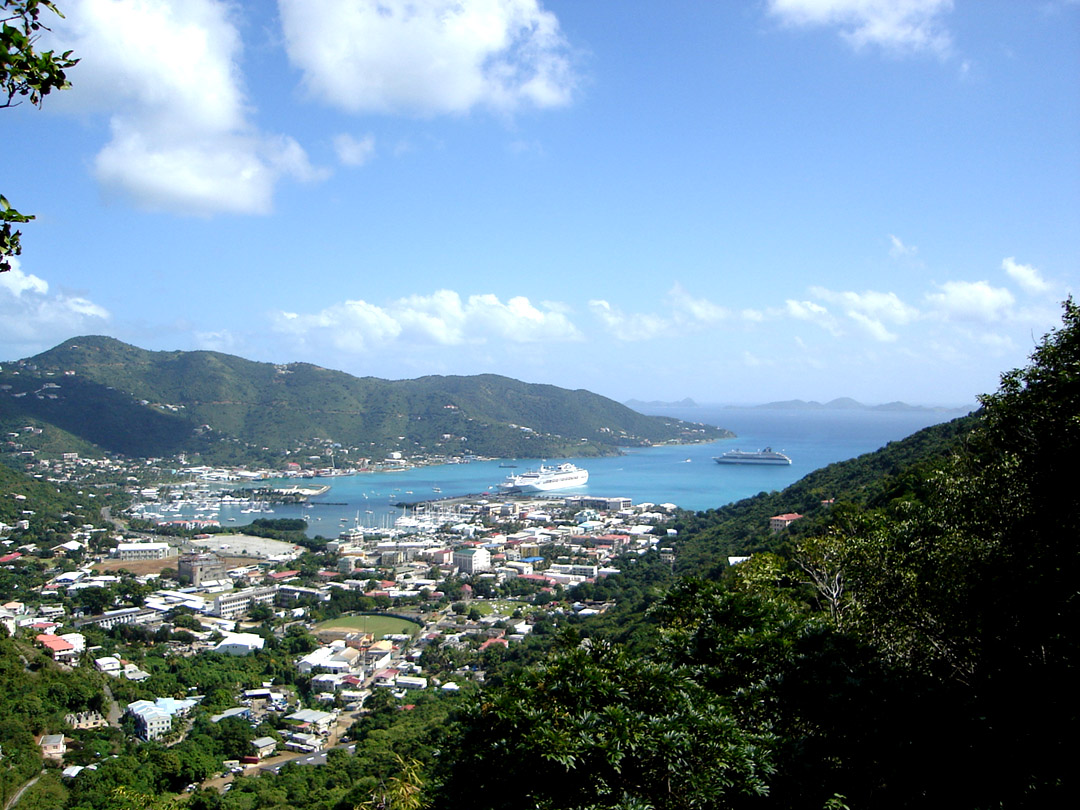
ロードタウン
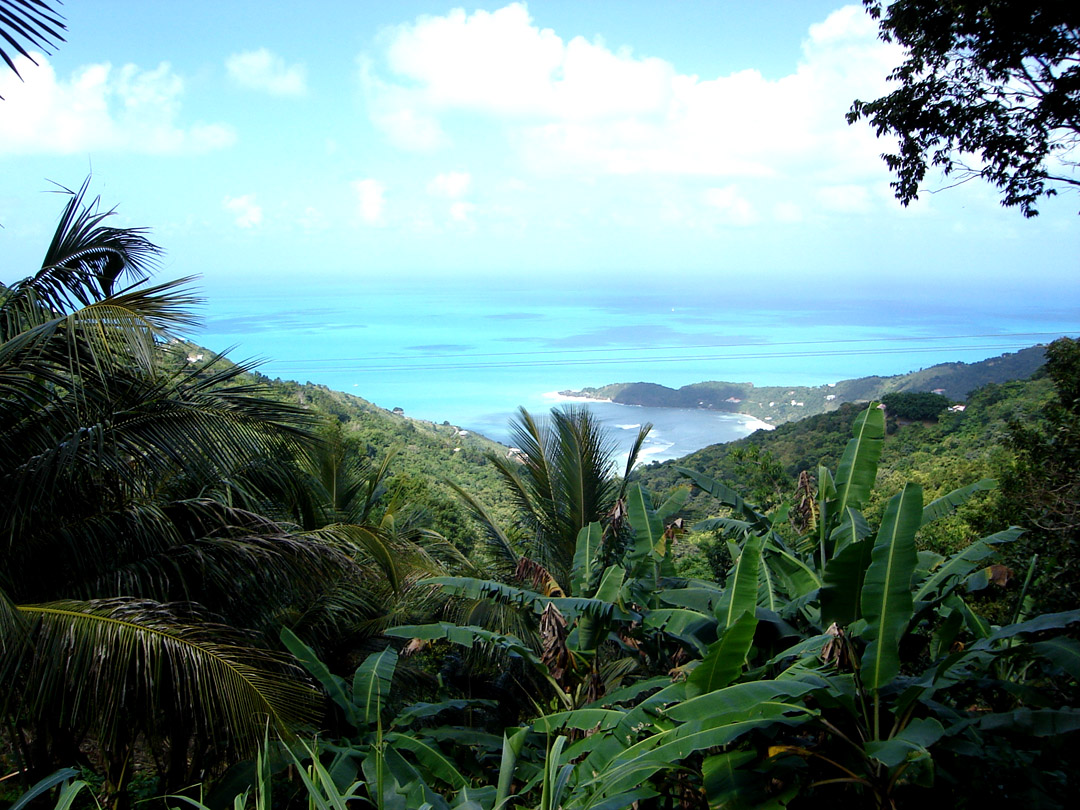
ノースコースト（North Coast）
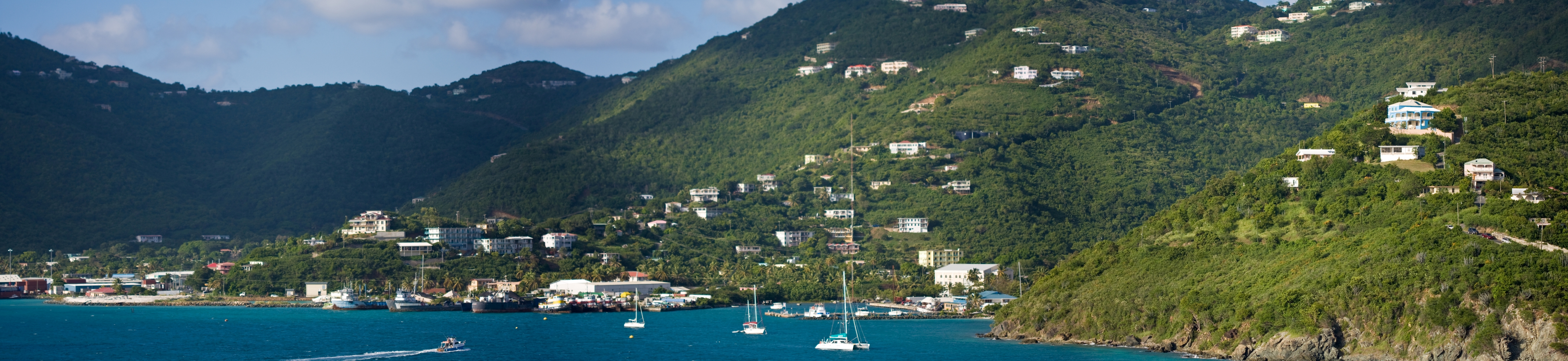
ロードタウンの港